# Justice League vs. Teen Titans
Justice League vs. Teen Titans là một phim hoạt hình siêu anh hùng năm 2016 của đạo diễn Sam Liu, dựa theo kịch bản của Alan Burnett và Bryan Q. Miller. Nó là một phần của DC Universe Animated Original Movies.

## Nội dung
Mở đầu phim là cảnh nhóm Justice League chiến đấu với nhóm Legion of Doom. Trigon đã cử một thực thể ác quỷ của hắn đến Trái Đất, nhập vào Weather Wizard. Không nghe lời dặn của Batman, Damian Wayne đã giúp đỡ đánh bại thực thể kia, nhưng việc này khiến nhóm Justice League không thể khai thác thông tin về nó.
Batman gửi Damian đến nhóm Teen Titans. Nhóm Titans gồm có Starfire, Jaime Reyes, Garfield Logan và Raven. Ban đầu Damian không tỏ ra thân thiện với nhóm này. Khi cậu suýt mất mạng trong trận đấu tay đôi với Jaime, Raven đã sử dụng sức mạnh của cô để chữa trị cho cậu. Raven đã thấy tia chớp của cuộc đời Damian và Damian cũng đã thấy hình ảnh Trigon bên trong Raven.
Batman và Cyborg điều tra về vụ tấn công trước đó. Superman bị nhập bởi một trong những thực thể và đánh đập Atomic Skull. Batman và Diana Prince đã chứng kiến việc này. Batman biết được bọn ác quỷ đang truy đuổi một cô gái nào đó, Superman đã tẩu thoát trước khi viên đá Kryptonite trên tay Batman có thể hạ gục anh. Batman bảo Cyborg giúp anh tìm hiểu về cô gái trong câu hỏi. Sau đó Superman bay đến một vùng sa mạc Trung Đông và nâng một cánh cổng dưới cát lên.
Starfire đưa nhóm Titans đến một công viên giải trí. Tại đây Raven bị bọn ác quỷ tấn công. Cô đã tiêu diệt chúng với sự giúp đỡ của nhóm Titans. Sau vụ tấn công, Raven kể mọi chuyện cho cả nhóm nghe. Nhiều năm trước, ác quỷ Trigon đã quan hệ tình dục với Arella - mẹ của Raven. Khi Arella phát hiện ra hình dạng ác quỷ của Trigon, bà đã bỏ chạy và được cưu mang bởi tộc người Azarath sống ở chiều không gian khác. Khi Raven lớn lên, cô thắc mắc về cha mình và sử dụng năng lực để tìm hiểu, vô tình đưa Trigon đến Azarath. Tên ác quỷ đã phá hủy Azarath, giết sạch cư dân ở đây, trong đó có Arella. Raven đã nhốt Trigon vào một viên pha lê ma thuật rồi bỏ hắn lại Azarath. Một thời gian sau, Raven gặp và gia nhập nhóm Titans. Trigon luôn muốn sử dụng Raven như là cánh cổng dẫn hắn đến Trái Đất để hắn có thể xâm chiếm hành tinh này.
Khi nhóm Titans quay về Tháp Titans, nhóm Justice League đến để đưa Raven đi cùng họ. Diana, Cyborg và Flash đã bị nhập bởi bọn ác quỷ. Batman không bị nhập do anh tự tiêm một liều thuốc dùng để hạ gục Bane. Sau khi nhóm Justice League đánh bại nhóm Titans, Raven đồng ý đi theo họ để cứu mạng những người bạn của mình. Khi họ dịch chuyển, Jaime đã hạ gục Cyborg, giúp anh ta không còn bị nhập. Raven được đưa đến sa mạc, gặp Superman và triệu hồi Trigon lên trần gian. Cyborg tỉnh lại và dịch chuyển nhóm Titans đến sa mạc. Damian đâm Superman bằng viên đá Kryptonite, giúp anh ta thoát khỏi ác quỷ, sau đó người đàn ông thép giải thoát cho Flash và Diana.
Superman, Flash và Diana ở lại trần gian để ngăn chặn ác quỷ Trigon khổng lồ, trong khi Cyborg cùng với nhóm Titans vào địa ngục để tìm viên pha lê. Damian đánh bại một ác quỷ mang hình dạng Ra's al Ghul, ông ngoại quá cố của cậu. Raven sử dụng thần chú khiến Trigon bị thế lực bóng đêm kéo ra khỏi trần gian, nhốt hắn vào viên pha lê một lần nữa. Raven đặt viên pha lê lên trán mình để canh giữ người cha ác quỷ. Nhóm Justice League khen ngợi sự dũng cảm của nhóm Titans. Trong phần cảnh hậu danh đề, Terra cưỡi trên một tảng đá bay về phía Tháp Titans.

## Diễn viên lồng tiếng
- Jon Bernthal vai Trigon
- Taissa Farmiga vai Raven
- Jason O'Mara vai Bruce Wayne / Batman
- Jerry O'Connell vai Clark Kent / Superman
- Rosario Dawson vai Diana Prince / Wonder Woman
- Christopher Gorham vai Barry Allen / Flash
- Shemar Moore vai Victor Stone / Cyborg
- Sean Maher vai Dick Grayson / Nightwing
- Stuart Allan vai Damian Wayne / Robin
- Brandon Soo Hoo vai Garfield Logan / Beast Boy
- Jake T. Austin vai Jaime Reyes / Blue Beetle
- Kari Wahlgren vai Koriand'r / Starfire
- Laura Bailey vai Angela Chen
- Steven Blum vai Lex Luthor
- Terrence C. Carson vai Ra's al Ghul
- Rick D. Wasserman vai Weather Wizard